# Edith Keller-Herrmann
 Edith Keller-Herrmann   (Dresde, 17 de noviembre de 1921 – Ingolstadt, 12 de mayo de 2010) fue una ajedrecista alemana. 

## Biografía
Hermana de Rudolf Keller, en agosto de 1939, formó parte del grupo junto a Klaus Junge (15), Wolfgang Unzicker (14), Rudolf Kunath (15) y Karl Krbavac (17) participaron en el Jugendschachwoche Fürstenwalde cerca de Berlín. Durante la Segunda Guerra Mundial, ganó el Segundo Campeonato Alemán femenino en Bad Oeynhausen 1942. En la edición siguiente, acabó tercera en la competición individual por detrás de Gertrud Jürgens y Maja Schlemmer en Viena.
Después de la guerra, Keller-Hermann fue campeona de Alemania en 1947, 1948, 1951, 1952 y 1953 y posteriormente, campeona de la Alemania Oriental en 1950, 1952, 1956, 1957 y 1960.
En 1949/50, compitió en el Campeonato Mundial Femenino de Ajedrez de 1949 en Moscú, empatando en el quinto puesto. A principios de los 50, se hizo famosa por formar parte de un grupo de mujeres que compitieron contra hombres. En 1952, empató en el quinto puesto en Campeonato Mundial Femenino de Ajedrez de 1952 de Leningrado. En 1955, quedó tercera en el Mundial de 1955. En 1959, empató por el cuarto lugar en el Mundial de 1959.
Keller-Hermann jugó por Alemania Oriental en diferentes Olimpiadas de ajedrez femeninas  (Emmen 1957, Split 1963, Oberhausen 1966 y Lublin 1969). Ganó tres medallas de bronce por equipos y dos medallas individuales (plata en 1957 y bronce en 1963).
Se le otorgó el reconocimiento de Maestra Internacional de Ajedrez en 1950 y Gran Maestra femenina en 1977.